# Trơn trượt
Trơn trượt là hiện tượng các vật có bề mặt tiếp xúc với nhau bị di chuyển so với nhau, do lực tác động vào các vật lớn hơn lực ma sát tĩnh giữa các bề mặt.
Các bề mặt có hệ số ma sát, tỷ số giữa trọng lượng của vật và lực đủ để kéo vật đó trượt trên bề mặt mà nó tiếp xúc, càng thấp thì khả năng xảy ra trơn trượt càng cao.
Hệ số ma sát nằm trong dải từ 0 đến 1, phụ thuộc vào các yếu tố:
- Vật liệu tạo nên các bề mặt
- Hình dạng (độ gồ ghề) của các bề mặt
- Lực nén vuông góc giữa các bề mặt
- Diện tích tiếp xúc
- Các chất phụ gia phủ trên bề mặt như chất bôi trơn (nước hay dầu) hoặc chất bám dính (keo dính).

## Trong xây dựng
Khả năng xảy ra trơn trượt được quan tâm khi thiết kế các bề mặt dành cho người sử dụng; như trong các công trình dân dụng (văn phòng cao ốc, nhà vệ sinh, phòng tắm, bể bơi, nhà trẻ, siêu thị, bệnh viện, trường học...) hay công trình công nghiệp (nhà máy, cầu cảng, giàn khoan dầu khí...).
Hệ số ma sát giữa giày dép thông thường với nền gạch men thường vào khoảng 0,5. Các dốc thoải thường cần có hệ số ma sát với giấy dép hay bánh xe vào khoảng 0,8. Hệ số này có thể giảm mạnh nếu có lớp chất lỏng như nước hay dầu mỡ phủ lên bề mặt tiếp xúc.
Các tiêu chuẩn an toàn trơn trượt hiện được áp dụng trên thế giới có ADA , OSHA 1910/1926, ANSI A1264.2, NFPA 1901, UL, ASTM. Theo các tiêu chuẩn trên, mức độ nguy hiểm trơn trượt được đánh giá như sau:
| Hệ số ma sát | Độ nguy hiểm      |
| ------------ | ----------------- |
| >0.8         | Rất an toàn       |
| 0.60 ~ 0.79  | An toàn           |
| 0.50 ~ 0.59  | Tương đối an toàn |
| 0.40 ~ 0.49  | Nguy hiểm         |
| 0.35 ~ 0.39  | Rất nguy hiểm     |
| 0.00 ~ 0.34  | Cực kì nguy hiểm  |

Với các bề mặt có hệ số ma sát thấp và nguy cơ trượt ngã cao, việc xảy ra trượt ngã còn phụ thuộc vào bản năng giữ thăng bằng và trạng thái tâm lý có chủ động nhận biết nguy cơ hay không.